# Christiane Knacke
Christiane Knacke, född Driesener 17 april 1962 i Berlin, är en före detta östtysk simmare.
Knacke blev olympisk bronsmedaljör på 100 meter fjärilsim vid sommarspelen 1980 i Moskva.